# Perdita chrysothamni
Perdita chrysothamni là một loài Hymenoptera trong họ Andrenidae. Loài này được Timberlake mô tả khoa học năm 1958.